# إتيكا
ديزموند دانيال أموفا (بالإنجليزية: Etika) ويُعرف أكثر باسمِ إتيكا (12 أيّار/مايو 1990 - 19 يونيو/حزيران 2019) كانَ يوتيوبر أمريكي وأحد المُعلّقين على مُنتجات وألعاب نينتندو. بعد عدة أشهر من معاناتهِ من مشاكل على المُستوى العقلي والنفسي؛ اختفى أموفا مساء الـ 19 من يونيو/حزيران قبلَ أن تُعلن إدارة شرطة مدينة نيويورك في 24 يونيو/حزيران عثورها على جثتهِ في نهرٍ بالمدينة مُرجحةً أنه أقدمَ على الانتحار لكنّ السبب الدقيق للوفاة لم يُحدد بعد كونَ التحقيق لم يكتمل بعد.

## الحياة المُبكّرة
وُلد أموفا في بروكلين في ولاية نيويورك. والدهُ هوَ أوراكو أموفا وهو سياسي غاني أمّا قريب والده فهوَ نانا أكوفو أدو الذي أصبحَ رئيسًا لغانا في يناير/كانون الثاني 2017.

## المسيرة المهنيّة
بدأَ إتيكا نشاطهُ في المجال الفنّي مُبكرًا، وبحلول عام 2012 انتقلَ إلى موقع يوتيوب الذي فتحَ فيهِ قناةً لبث وعرضِ أحدث الألعاب الإلكترونية في تلك الفترة. قبل إغلاق قناته الرئيسية على يوتيوب في عام 2018؛ كان لدى إتيكا أكثر من 800,000 متابع بين قناتيه على يوتيوب وتويتش وبعدَ أشهر قليلة من فتحِ قناة ثانيّة تمكّن اليوتيوبر الأمريكي من حصدِ أزيد من 130,000 مشترك في وقتٍ وجيزٍ. يُوصف المحتوى الذي يقدمه إتيكا على أنه متخصصٌ في نينتندو، وغالبًا ما يظهر في فيديوهات حيّة أو مباشرة عبرَ خدمة نينتندو ديريكت أو أيّ خدمة أخرى. كانَ إتيكا يُطلق على معجبيه اسم جوي-كون بويز (بالإنجليزية: Joy-Con Boyz) المشتق من اسمِ وحدات التحكم القياسية في نينتندو سويتش.
في حزيران/يونيو 2017؛ كشفَ إتيكا أنه كان ضحية «تبرعات وهمية متعددة» كانت تُرسل لحسابه الشخصي على موقع باي بال. في أكتوبر 2018؛ حمّل إتيكا مواد إباحية على قناته الرسميّة على يوتيوب مما تسبّب في إيقافها بدعوى انتهاك سياسات الموقع. حُظر في نفس العام على منصّة تويتش بدعوى ترويجهِ لرهاب المثلية. بعد حذف قنواته على عددٍ من المنصات؛ كتبَ إتيكا «رسائل مشفرة» على حساباته في مواقع التواصل الاجتماعي وبخاصّة في تويتر حيثُ غرّد في إحداها قائلًا: «لقد حان وقتُ الموت» ما تسبّب في خلقِ حالة من الذعر وسطَ متابعيه. بعد سلسلة التغريدات تلك؛ راسلَه عددٌ من المتابعين ليؤكّد لهم أنه بخير وبصحّة جيدة، كما نشرَ اعتذارًا عن تلك الرسائل في وقت لاحقٍ في موقع ريديت.
في 16 نيسان/أبريل 2019؛ قالَ أموفا أنه كان سيقتل نفسه بمسدس اشتراهُ من متجرٍ للأسلحة في لونغ آيلاند. هذا الاعتراف تسبّب في القبضِ عليه وأُدخل المستشفى فيما بعد لتشخيصِ ما يُعانيه فيما قالت أليس بيكا – وهي متابعة معروفة لإتيكا – إنه بخير وأنها كانت تراقبه طوال اليوم. بعد أيام قليلة نشرَ إتيكا صورة شخصيّة له وهوَ يحمل بندقية قالت بيكا إنها مزيفة. في 29 أبريل؛ نشر إتيكا عددًا من التغريدات المعاديّة للسامية وللمثليين ثمّ قام بحظر أصدقاءه المقربين. في وقت لاحق من ذلك اليوم؛ قام إتيكا ببث مباشر على إنستغرام ظهرَ فيهِ وهو مُحتجزٌ لدى الشرطة. أُفرج عنه فيما بعد لكنّه سرعان ما اعتُقل من جديدٍ بعدما دخل في شجارٍ معَ ضابط شرطة. قامَ إتيكا بعمل مقابلة مع يوتيوبر أمريكي آخر ادعى خلالها أنه المسيح الدجال وأنه أراد «تطهير الحياة».

## الاختفاء والموت
في وقتٍ متأخرٍ من مساء يوم 19 يونيو/حزيران 2019؛ نشرَ أموفا مقطع فيديو على موقع يوتيوب بعنوان «أنا آسف». في نفسِ المقطع؛ ظهرَ إتيكا بمظهرٍ سيء نوعًا ما حيثُ لمّح أو أشارَ لأفكاره الانتحارية كما اعترفَ بأنه يعاني من مشكلات تتعلق بالصحة العقلية مُعتذرًا عن إبعاده لبعضِ الناس عنه. ختمَ أموفا كلامهُ بالقول: «آمل أن تساعد قصتي في جعل يوتيوب مكانًا أفضل في المستقبل حتّى يعرفَ الناس الحدود التي لا يجبُ أن يتخطوها وكيفَ تسير الأمور.» حظى الفيديو بشهرةٍ كبيرة وتمّ تداوله على نطاقٍ واسعٍ لكنّ شركة يوتيوب قامت بإزالته بدعوى انتهاكاه لإرشادات المنتدى وبالرغمِ من ذلك فقد قامَ آخرون بتحميله قبل حذفه وأعادوا إرساله وتداوله في منصّاتٍ أخرى.
آخر ظهورٍ له كان في تمامِ الساعة الثامنة من مساء 19 يونيو/حزيران فيما أبلغت شرطة نيويورك عن اختفائه في اليومِ الموالي. في 22 يونيو/حزيران عُثر على متعلقات إتيكا في ممر المشاة في جسر مانهاتن بما في ذلك حقيبة تُحمل على الظهر، محفظة صغير، حقيبة كمبيوتر محمول، هاتف محمول ووحدة تحكم من نينتدو. في مساء يوم 24 يونيو/حزيران؛ شوهدت جثة بالقربِ من «الرصيف 16» على بعد حوالي نصف ميل أسفل النهر الشرقي حيث تم استرداد ممتلكات إتيكا، وتمكّنت شرطة نيويورك ومجموعة الخدمات الطبية الطارئة من انتشال الجثة في صباح اليوم الموالي. أعلنت شرطة نيويورك أن الجثة تعودُ لإتيكا فعلًا وأنها فتحت تحقيقًا لمعرفة سبب وفاته.
حينَما كان أموفا مفقودًا؛ حاولَ معجبيه التواصل معه لتقديم المساعدة ولإظهار تقديرهم لعمله على مرّ السنين كمَا طالبَ العديد من معجبيه بإعادة تحميل كل فيديوهاته على موقع يوتيوب ثم فتحوا فيما بعد عريضة إلكترونية على موقع تشانج.أو إر جي – حقّقت أزيد من 50.000 توقيع في وقتٍ وجيز – طالبوا فيها شركة يوتيوب باستعادة قناته الأصلية للحفاظ على تراثه.

## وصلات خارجية
- إتيكا على موقع IMDb (الإنجليزية)
- إتيكا على موقع ميوزك برينز (الإنجليزية)
- إتيكا على موقع قاعدة بيانات الفيلم (الإنجليزية)

- إتيكا في قاعدة بيانات الأفلام على الإنترنت
- قناة إتيكا  على يوتيوب